# Hällåstjärnen, Dalarna
Hällåstjärnen är en sjö i Falu kommun i Dalarna och ingår i Gavleåns huvudavrinningsområde. Sjön har en area på 0,0394 kvadratkilometer och ligger 306 meter över havet. Sjön avvattnas av vattendraget Lillån.

## Delavrinningsområde
Hällåstjärnen ingår i det delavrinningsområde (674381-152945) som SMHI kallar för Ovan 674230-153290. Medelhöjden är 301 meter över havet och ytan är 13,65 kvadratkilometer. Det finns inga avrinningsområden uppströms utan avrinningsområdet är högsta punkten. Lillån som avvattnar avrinningsområdet har biflödesordning 2, vilket innebär att vattnet flödar genom totalt 2 vattendrag innan det når havet efter 81 kilometer. Avrinningsområdet består mestadels av skog (83 procent) och sankmarker (11 procent). Avrinningsområdet har 0,04 kvadratkilometer vattenytor vilket ger det en sjöprocent på 0,3 procent.